# Villas Agrícolas
Villas Agrícolas es uno de los sectores del Distrito Nacional de la República Dominicana.
Este es uno de los sectores más sonoros del Distrito Nacional, debido a que en él se encuentra el Mercado Nuevo; pues este mercado es uno de los más grandes del país y casi todo el Mancomunado del Gran Santo Domingo se abastece de él.

## Historia
En sus inicios, existía una gigantesca extensión de terreno que se conocía con el nombre de Los Potreros de Venturita”, pues este es el diminutivo de Buenaventura. Ese nombre corresponde al señor Buenaventura Peña, un abogado dominicano de gran prestigio, y tronco de la familia Peña Batlle, de la cual Manuel Arturo fue la figura más distinguida ya que fue un abogado, intelectual e historiador que estuvo al servicio del régimen de Trujillo. Los Potreros de Venturita se convirtieron, a partir de 1940, en los barrios Villa Juana, Villa Consuelo y Villas Agrícolas.
Los dos barrios gigantescos que se construyeron en los Potreros de Venturita en la primera etapa de urbanización recibieron el nombre de Doña Juana y de su sobrina Consuelo Batlle, huérfana criada por Juana y la otra etapa de Los Potreros de Venturita que colindaba con los barrios de Galindo y Galindito, recibió el nombre de Villas Agrícolas.

## Visita de la Reina Sofía de España
El 18 de enero del año 2009, la reina Sofía de España llega a la República Dominicana y al día siguiente inició un recorrido por las obras financiadas por la Agencia Española de Cooperación Internacional para el Desarrollo, durante el cual visitó el Centro Educativo, Fe y Alegría de Angélica Massé, ubicado en este sector capitalino. En el plantel, construido con una inversión de RD$12.5 millones,  cuenta con seis aulas, dirección, sala de cómputos y audiovisuales, biblioteca, cisterna, cocina y servicios sanitarios, ofrece cuatro cursos de educación básica con 337 niños en tanda matutina y vespertina. La Reina Sofía permaneció en el lugar por más de 45 minutos, donde recibió un cálido recibimiento por parte de los niños que les cantaron y recitaron poesías.

## Comercio
Este sector cuenta con una gran cantidad de empresas, que van desde bancos, hoteles, restaurantes mercados, supermercados y empresas automotrices, lo que le convierte en un sector de gran actividad económica. Entre estas, cabe destacar las siguientes:
- Bancos

Banco BHD
BanReservas
- Hoteles y restaurantes

Hotel Escocia
Hotel Restaurante El Príncipe
- Empresas automotrices

La Casa Del Colt Mitsubishi, CxA
Repuestos Rafelo
- Mercados

Mercado Nuevo
Plaza Lama

## Principales infraestructuras vial

### Avenidas principales
Al Este se encuentra la Avenida Juan Pablo Duarte,
al Sur la Avenida Pedro Livio Cedeño,
al Oeste la Avenida Máximo Gómez,
al Norte la Avenida Los Mártires con la Avenida Juan Pablo Duarte,
y al centro la Avenida Nicolás de Ovando.

### Metro de Santo Domingo
La primera línea del Metro de Santo Domingo cuenta con una de sus estaciones en este sector. La estación Los Taínos, se encuentra ubicada en la intersección de la Avenida Nicolás de Ovando con la Avenida Máximo Gómez. Esta es la Estación número 10.